# Лубанг (остров)
Лубанг (филипп. Lubang) — остров в Южно-Китайском море, принадлежащий Филиппинам.

## География
Остров Лубанг, входящий в состав Филиппинских островов, лежит в 20 километрах северо-западнее острова Миндоро и в 115 километрах юго-западнее столицы Филиппин, города Манила. Лубанг является островом вулканического происхождения, центральные районы острова густо покрыты лесами, поселения расположены вдоль побережья. Вместе с тремя находящимися поблизости островами — Амбил (1882 чел. (2010)), Кабра (2839 чел. (2010)) и Голо, а также рядом отмелей, рифов и выступающих над морской поверхностью скал, он образует группу островов Лубанг. Сам остров имеет холмистую и сильно пересечённую поверхность; его длина достигает 30 километров, ширина — 8,5 километра. Самый крупный город острова, также называющийся Лубанг, находится на его северо-западе. Наивысшая точка острова — гора Маунт-Гоатинг (417 метров над у. м.).
На острове приблизительно проживает 28 000 человек (2010). Площадь его равна около 185 км².

## История
Остров Лубанг был впервые заселён человеком порядка 30 000 лет назад. Его коренное население относится к народности висайя.
В 1974 году на острове Лубанг сдался властям скрывавшийся в его джунглях со времён Второй мировой войны офицер японской контрразведки Онода Хиро. Японский военный вплоть до 1974 был уверен, что война на Тихом океане не окончена и продолжается, как и в начале 1945 года, когда он ушёл от наступающих американских частей в филиппинские джунгли. Всё это время он регулярно устраивал нападения на филиппинских военных.